# Lista di asteroidi (409001-410000)
Di seguito una lista di asteroidi dal numero 409001 al 410000 con data di scoperta e scopritore.

## 409001-409100
| Nome     | Designazione provvisoria | Data di scoperta  | Scopritore               |
| -------- | ------------------------ | ----------------- | ------------------------ |
| 409001 - | 2002 VG116               | 12 novembre 2002  | LINEAR                   |
| 409002 - | 2002 WG6                 | 24 novembre 2002  | NEAT                     |
| 409003 - | 2002 XQ41                | 6 dicembre 2002   | LINEAR                   |
| 409004 - | 2002 XF53                | 10 dicembre 2002  | LINEAR                   |
| 409005 - | 2002 XQ61                | 10 dicembre 2002  | NEAT                     |
| 409006 - | 2002 XS73                | 11 dicembre 2002  | LINEAR                   |
| 409007 - | 2002 XA98                | 5 dicembre 2002   | LINEAR                   |
| 409008 - | 2002 XV104               | 5 dicembre 2002   | LINEAR                   |
| 409009 - | 2002 XH117               | 7 dicembre 2002   | NEAT                     |
| 409010 - | 2002 XS117               | 10 dicembre 2002  | NEAT                     |
| 409011 - | 2003 AZ13                | 1º gennaio 2003   | LINEAR                   |
| 409012 - | 2003 AV33                | 5 gennaio 2003    | Spacewatch               |
| 409013 - | 2003 AA79                | 10 gennaio 2003   | Spacewatch               |
| 409014 - | 2003 AK81                | 10 gennaio 2003   | LINEAR                   |
| 409015 - | 2003 AZ81                | 13 gennaio 2003   | LINEAR                   |
| 409016 - | 2003 AG84                | 15 gennaio 2003   | Buzzi, L., Bellini, F.   |
| 409017 - | 2003 BY                  | 23 gennaio 2003   | Spacewatch               |
| 409018 - | 2003 BO8                 | 26 gennaio 2003   | LONEOS                   |
| 409019 - | 2003 BO21                | 27 gennaio 2003   | LINEAR                   |
| 409020 - | 2003 BJ66                | 30 gennaio 2003   | LONEOS                   |
| 409021 - | 2003 CL1                 | 1º febbraio 2003  | NEAT                     |
| 409022 - | 2003 EX6                 | 6 marzo 2003      | LONEOS                   |
| 409023 - | 2003 EJ46                | 7 marzo 2003      | LONEOS                   |
| 409024 - | 2003 ED57                | 9 marzo 2003      | LONEOS                   |
| 409025 - | 2003 EJ62                | 8 marzo 2003      | LONEOS                   |
| 409026 - | 2003 FL23                | 23 marzo 2003     | Spacewatch               |
| 409027 - | 2003 GM                  | 1º aprile 2003    | LINEAR                   |
| 409028 - | 2003 GC19                | 4 aprile 2003     | Spacewatch               |
| 409029 - | 2003 GX25                | 4 aprile 2003     | Spacewatch               |
| 409030 - | 2003 GP28                | 7 aprile 2003     | Spacewatch               |
| 409031 - | 2003 GY33                | 28 febbraio 2003  | LINEAR                   |
| 409032 - | 2003 GX55                | 5 aprile 2003     | Spacewatch               |
| 409033 - | 2003 JO18                | 10 maggio 2003    | Spacewatch               |
| 409034 - | 2003 MA2                 | 23 giugno 2003    | LONEOS                   |
| 409035 - | 2003 NG2                 | 27 maggio 2003    | Spacewatch               |
| 409036 - | 2003 NV12                | 1º luglio 2003    | NEAT                     |
| 409037 - | 2003 QB23                | 20 agosto 2003    | NEAT                     |
| 409038 - | 2003 QK35                | 4 agosto 2003     | Spacewatch               |
| 409039 - | 2003 QM117               | 22 agosto 2003    | NEAT                     |
| 409040 - | 2003 QZ119               | 28 agosto 2003    | NEAT                     |
| 409041 - | 2003 RL13                | 15 settembre 2003 | NEAT                     |
| 409042 - | 2003 RO25                | 15 settembre 2003 | NEAT                     |
| 409043 - | 2003 RS25                | 15 settembre 2003 | NEAT                     |
| 409044 - | 2003 SX29                | 18 settembre 2003 | NEAT                     |
| 409045 - | 2003 SM32                | 18 settembre 2003 | LINEAR                   |
| 409046 - | 2003 SW39                | 16 settembre 2003 | NEAT                     |
| 409047 - | 2003 SK49                | 18 settembre 2003 | NEAT                     |
| 409048 - | 2003 SD68                | 17 settembre 2003 | Spacewatch               |
| 409049 - | 2003 SP69                | 17 settembre 2003 | Spacewatch               |
| 409050 - | 2003 SH79                | 19 settembre 2003 | Spacewatch               |
| 409051 - | 2003 SC83                | 18 settembre 2003 | Spacewatch               |
| 409052 - | 2003 SX90                | 18 settembre 2003 | LINEAR                   |
| 409053 - | 2003 SA99                | 19 settembre 2003 | Spacewatch               |
| 409054 - | 2003 SE101               | 20 settembre 2003 | NEAT                     |
| 409055 - | 2003 SR101               | 20 settembre 2003 | NEAT                     |
| 409056 - | 2003 SZ116               | 16 settembre 2003 | NEAT                     |
| 409057 - | 2003 SV122               | 18 settembre 2003 | NEAT                     |
| 409058 - | 2003 SU150               | 17 settembre 2003 | LINEAR                   |
| 409059 - | 2003 SE161               | 17 settembre 2003 | NEAT                     |
| 409060 - | 2003 SC175               | 18 settembre 2003 | Spacewatch               |
| 409061 - | 2003 SK175               | 18 settembre 2003 | Spacewatch               |
| 409062 - | 2003 SZ183               | 21 settembre 2003 | Spacewatch               |
| 409063 - | 2003 SF184               | 21 settembre 2003 | Spacewatch               |
| 409064 - | 2003 SA185               | 21 settembre 2003 | Spacewatch               |
| 409065 - | 2003 SJ203               | 16 settembre 2003 | Spacewatch               |
| 409066 - | 2003 SU207               | 26 settembre 2003 | LINEAR                   |
| 409067 - | 2003 SO222               | 28 settembre 2003 | Yeung, W. K. Y.          |
| 409068 - | 2003 SY226               | 16 settembre 2003 | Spacewatch               |
| 409069 - | 2003 ST237               | 26 settembre 2003 | LINEAR                   |
| 409070 - | 2003 SL243               | 28 settembre 2003 | Spacewatch               |
| 409071 - | 2003 SN246               | 26 settembre 2003 | LINEAR                   |
| 409072 - | 2003 SL267               | 29 settembre 2003 | Spacewatch               |
| 409073 - | 2003 SU277               | 30 settembre 2003 | LINEAR                   |
| 409074 - | 2003 SA280               | 18 settembre 2003 | NEAT                     |
| 409075 - | 2003 SE282               | 19 settembre 2003 | NEAT                     |
| 409076 - | 2003 SE292               | 30 settembre 2003 | LINEAR                   |
| 409077 - | 2003 SS295               | 29 settembre 2003 | LONEOS                   |
| 409078 - | 2003 SR296               | 29 settembre 2003 | LONEOS                   |
| 409079 - | 2003 SA315               | 16 settembre 2003 | NEAT                     |
| 409080 - | 2003 SM324               | 17 settembre 2003 | Spacewatch               |
| 409081 - | 2003 SB326               | 18 settembre 2003 | NEAT                     |
| 409082 - | 2003 SN327               | 19 settembre 2003 | Spacewatch               |
| 409083 - | 2003 SX327               | 19 settembre 2003 | Spacewatch               |
| 409084 - | 2003 SQ328               | 21 settembre 2003 | Spacewatch               |
| 409085 - | 2003 SE329               | 22 settembre 2003 | LONEOS                   |
| 409086 - | 2003 SY329               | 26 settembre 2003 | Sloan Digital Sky Survey |
| 409087 - | 2003 SK330               | 26 settembre 2003 | Sloan Digital Sky Survey |
| 409088 - | 2003 SO330               | 26 settembre 2003 | Sloan Digital Sky Survey |
| 409089 - | 2003 SY335               | 26 settembre 2003 | Sloan Digital Sky Survey |
| 409090 - | 2003 ST338               | 26 settembre 2003 | Sloan Digital Sky Survey |
| 409091 - | 2003 SG340               | 28 settembre 2003 | Sloan Digital Sky Survey |
| 409092 - | 2003 SG345               | 18 settembre 2003 | Spacewatch               |
| 409093 - | 2003 SK349               | 15 novembre 1998  | Spacewatch               |
| 409094 - | 2003 SE358               | 20 settembre 2003 | Spacewatch               |
| 409095 - | 2003 SX359               | 21 settembre 2003 | Spacewatch               |
| 409096 - | 2003 SK364               | 26 settembre 2003 | Sloan Digital Sky Survey |
| 409097 - | 2003 ST364               | 26 settembre 2003 | Sloan Digital Sky Survey |
| 409098 - | 2003 SS365               | 26 settembre 2003 | Sloan Digital Sky Survey |
| 409099 - | 2003 SP368               | 26 settembre 2003 | Sloan Digital Sky Survey |
| 409100 - | 2003 SO387               | 26 settembre 2003 | Sloan Digital Sky Survey |

## 409101-409200
| Nome     | Designazione provvisoria | Data di scoperta  | Scopritore               |
| -------- | ------------------------ | ----------------- | ------------------------ |
| 409101 - | 2003 SQ392               | 26 settembre 2003 | Sloan Digital Sky Survey |
| 409102 - | 2003 SU394               | 26 settembre 2003 | Sloan Digital Sky Survey |
| 409103 - | 2003 SF410               | 28 settembre 2003 | Spacewatch               |
| 409104 - | 2003 SX410               | 28 settembre 2003 | Sloan Digital Sky Survey |
| 409105 - | 2003 SL432               | 18 settembre 2003 | Spacewatch               |
| 409106 - | 2003 SM432               | 18 settembre 2003 | Spacewatch               |
| 409107 - | 2003 ST432               | 20 settembre 2003 | Spacewatch               |
| 409108 - | 2003 SD433               | 22 settembre 2003 | Spacewatch               |
| 409109 - | 2003 TV8                 | 3 ottobre 2003    | Spacewatch               |
| 409110 - | 2003 TG19                | 15 ottobre 2003   | NEAT                     |
| 409111 - | 2003 TW27                | 21 settembre 2003 | CINEOS                   |
| 409112 - | 2003 TO29                | 1º ottobre 2003   | Spacewatch               |
| 409113 - | 2003 TV34                | 1º ottobre 2003   | Spacewatch               |
| 409114 - | 2003 TP44                | 3 ottobre 2003    | Spacewatch               |
| 409115 - | 2003 TR46                | 3 ottobre 2003    | Spacewatch               |
| 409116 - | 2003 TF48                | 3 ottobre 2003    | Spacewatch               |
| 409117 - | 2003 TD56                | 5 ottobre 2003    | Spacewatch               |
| 409118 - | 2003 TP59                | 18 settembre 2003 | Spacewatch               |
| 409119 - | 2003 UP                  | 16 ottobre 2003   | LINEAR                   |
| 409120 - | 2003 UR2                 | 16 ottobre 2003   | Spacewatch               |
| 409121 - | 2003 UW2                 | 16 ottobre 2003   | Spacewatch               |
| 409122 - | 2003 UJ6                 | 18 ottobre 2003   | NEAT                     |
| 409123 - | 2003 UF16                | 16 ottobre 2003   | LONEOS                   |
| 409124 - | 2003 UB19                | 20 ottobre 2003   | Spacewatch               |
| 409125 - | 2003 UD19                | 20 ottobre 2003   | NEAT                     |
| 409126 - | 2003 UP21                | 19 ottobre 2003   | LONEOS                   |
| 409127 - | 2003 UF24                | 20 ottobre 2003   | Spacewatch               |
| 409128 - | 2003 US30                | 16 ottobre 2003   | NEAT                     |
| 409129 - | 2003 UJ32                | 22 settembre 2003 | Spacewatch               |
| 409130 - | 2003 UV32                | 28 settembre 2003 | Spacewatch               |
| 409131 - | 2003 UE35                | 16 ottobre 2003   | NEAT                     |
| 409132 - | 2003 UY37                | 17 ottobre 2003   | Spacewatch               |
| 409133 - | 2003 UL49                | 16 ottobre 2003   | NEAT                     |
| 409134 - | 2003 UH50                | 17 ottobre 2003   | Tenagra II               |
| 409135 - | 2003 UK52                | 18 ottobre 2003   | NEAT                     |
| 409136 - | 2003 UM54                | 18 ottobre 2003   | NEAT                     |
| 409137 - | 2003 UP55                | 18 ottobre 2003   | NEAT                     |
| 409138 - | 2003 UD62                | 16 ottobre 2003   | LONEOS                   |
| 409139 - | 2003 UO63                | 16 ottobre 2003   | NEAT                     |
| 409140 - | 2003 UJ69                | 16 settembre 2003 | Spacewatch               |
| 409141 - | 2003 UV74                | 17 ottobre 2003   | LONEOS                   |
| 409142 - | 2003 UN75                | 17 ottobre 2003   | LONEOS                   |
| 409143 - | 2003 UU76                | 17 ottobre 2003   | LONEOS                   |
| 409144 - | 2003 UB85                | 18 ottobre 2003   | Spacewatch               |
| 409145 - | 2003 UM94                | 18 ottobre 2003   | Spacewatch               |
| 409146 - | 2003 UT94                | 18 ottobre 2003   | Spacewatch               |
| 409147 - | 2003 UQ104               | 18 ottobre 2003   | Spacewatch               |
| 409148 - | 2003 UA113               | 20 ottobre 2003   | LINEAR                   |
| 409149 - | 2003 UV115               | 20 ottobre 2003   | NEAT                     |
| 409150 - | 2003 UJ120               | 29 settembre 2003 | Spacewatch               |
| 409151 - | 2003 UU120               | 18 ottobre 2003   | NEAT                     |
| 409152 - | 2003 UA127               | 21 ottobre 2003   | Spacewatch               |
| 409153 - | 2003 UW128               | 21 ottobre 2003   | Spacewatch               |
| 409154 - | 2003 UD131               | 19 ottobre 2003   | NEAT                     |
| 409155 - | 2003 UX135               | 21 ottobre 2003   | NEAT                     |
| 409156 - | 2003 UW156               | 20 ottobre 2003   | LINEAR                   |
| 409157 - | 2003 UB161               | 21 ottobre 2003   | Spacewatch               |
| 409158 - | 2003 UL172               | 20 ottobre 2003   | LINEAR                   |
| 409159 - | 2003 UP174               | 21 ottobre 2003   | Spacewatch               |
| 409160 - | 2003 UU182               | 21 ottobre 2003   | NEAT                     |
| 409161 - | 2003 UA191               | 23 ottobre 2003   | LONEOS                   |
| 409162 - | 2003 UF201               | 28 settembre 2003 | Spacewatch               |
| 409163 - | 2003 US203               | 21 ottobre 2003   | Spacewatch               |
| 409164 - | 2003 UU204               | 22 ottobre 2003   | LINEAR                   |
| 409165 - | 2003 UU207               | 22 ottobre 2003   | Spacewatch               |
| 409166 - | 2003 UV211               | 23 ottobre 2003   | Spacewatch               |
| 409167 - | 2003 UJ214               | 24 ottobre 2003   | LINEAR                   |
| 409168 - | 2003 UA215               | 27 settembre 2003 | Spacewatch               |
| 409169 - | 2003 UK216               | 21 ottobre 2003   | LINEAR                   |
| 409170 - | 2003 UC229               | 23 ottobre 2003   | LONEOS                   |
| 409171 - | 2003 UF229               | 23 ottobre 2003   | LONEOS                   |
| 409172 - | 2003 UB235               | 22 settembre 2003 | Spacewatch               |
| 409173 - | 2003 UG239               | 24 ottobre 2003   | LINEAR                   |
| 409174 - | 2003 UX240               | 24 ottobre 2003   | Spacewatch               |
| 409175 - | 2003 UC245               | 24 ottobre 2003   | Spacewatch               |
| 409176 - | 2003 UM250               | 25 ottobre 2003   | LINEAR                   |
| 409177 - | 2003 UC254               | 24 ottobre 2003   | Spacewatch               |
| 409178 - | 2003 UQ282               | 29 ottobre 2003   | LONEOS                   |
| 409179 - | 2003 UN296               | 16 ottobre 2003   | Spacewatch               |
| 409180 - | 2003 UK297               | 16 ottobre 2003   | Spacewatch               |
| 409181 - | 2003 UO297               | 16 ottobre 2003   | Spacewatch               |
| 409182 - | 2003 UZ298               | 27 settembre 2003 | Spacewatch               |
| 409183 - | 2003 UF299               | 27 settembre 2003 | Spacewatch               |
| 409184 - | 2003 UN299               | 16 ottobre 2003   | Spacewatch               |
| 409185 - | 2003 UY308               | 19 ottobre 2003   | Spacewatch               |
| 409186 - | 2003 UR314               | 27 ottobre 2003   | Spacewatch               |
| 409187 - | 2003 UT315               | 20 ottobre 2003   | LINEAR                   |
| 409188 - | 2003 UH316               | 23 ottobre 2003   | Spacewatch               |
| 409189 - | 2003 UY316               | 18 ottobre 2003   | Sloan Digital Sky Survey |
| 409190 - | 2003 UM317               | 19 ottobre 2003   | Sloan Digital Sky Survey |
| 409191 - | 2003 UC327               | 18 settembre 2003 | Spacewatch               |
| 409192 - | 2003 UY327               | 17 ottobre 2003   | Sloan Digital Sky Survey |
| 409193 - | 2003 UD329               | 17 ottobre 2003   | Sloan Digital Sky Survey |
| 409194 - | 2003 US340               | 18 ottobre 2003   | Spacewatch               |
| 409195 - | 2003 UQ344               | 19 ottobre 2003   | Sloan Digital Sky Survey |
| 409196 - | 2003 UM373               | 22 ottobre 2003   | Sloan Digital Sky Survey |
| 409197 - | 2003 UB377               | 22 ottobre 2003   | Sloan Digital Sky Survey |
| 409198 - | 2003 US399               | 22 ottobre 2003   | Spacewatch               |
| 409199 - | 2003 UG416               | 21 ottobre 2003   | NEAT                     |
| 409200 - | 2003 VX4                 | 15 novembre 2003  | Spacewatch               |

## 409201-409300
| Nome     | Designazione provvisoria | Data di scoperta  | Scopritore           |
| -------- | ------------------------ | ----------------- | -------------------- |
| 409201 - | 2003 WS                  | 16 novembre 2003  | CSS                  |
| 409202 - | 2003 WY2                 | 18 novembre 2003  | Spacewatch           |
| 409203 - | 2003 WU16                | 18 novembre 2003  | NEAT                 |
| 409204 - | 2003 WX25                | 21 novembre 2003  | LINEAR               |
| 409205 - | 2003 WL27                | 16 novembre 2003  | Spacewatch           |
| 409206 - | 2003 WF28                | 16 novembre 2003  | Spacewatch           |
| 409207 - | 2003 WP41                | 19 novembre 2003  | Spacewatch           |
| 409208 - | 2003 WB44                | 19 novembre 2003  | NEAT                 |
| 409209 - | 2003 WN44                | 19 novembre 2003  | NEAT                 |
| 409210 - | 2003 WO50                | 19 novembre 2003  | LINEAR               |
| 409211 - | 2003 WN57                | 18 novembre 2003  | Spacewatch           |
| 409212 - | 2003 WL58                | 28 ottobre 2003   | LINEAR               |
| 409213 - | 2003 WJ71                | 20 novembre 2003  | LINEAR               |
| 409214 - | 2003 WV87                | 21 novembre 2003  | LINEAR               |
| 409215 - | 2003 WA91                | 18 novembre 2003  | NEAT                 |
| 409216 - | 2003 WF93                | 19 novembre 2003  | LONEOS               |
| 409217 - | 2003 WH129               | 20 ottobre 2003   | Spacewatch           |
| 409218 - | 2003 WU146               | 23 novembre 2003  | LINEAR               |
| 409219 - | 2003 WB147               | 23 novembre 2003  | Spacewatch           |
| 409220 - | 2003 WQ169               | 19 novembre 2003  | CSS                  |
| 409221 - | 2003 XN27                | 18 novembre 2003  | Spacewatch           |
| 409222 - | 2003 XH32                | 19 novembre 2003  | Spacewatch           |
| 409223 - | 2003 YT                  | 17 dicembre 2003  | LINEAR               |
| 409224 - | 2003 YK34                | 17 dicembre 2003  | Spacewatch           |
| 409225 - | 2003 YH38                | 19 dicembre 2003  | Spacewatch           |
| 409226 - | 2003 YR82                | 18 dicembre 2003  | Spacewatch           |
| 409227 - | 2003 YT93                | 21 dicembre 2003  | LINEAR               |
| 409228 - | 2003 YU97                | 19 dicembre 2003  | LINEAR               |
| 409229 - | 2003 YM107               | 22 dicembre 2003  | LINEAR               |
| 409230 - | 2003 YZ157               | 26 novembre 2003  | LINEAR               |
| 409231 - | 2003 YN166               | 17 dicembre 2003  | Spacewatch           |
| 409232 - | 2004 AB26                | 13 gennaio 2004   | LONEOS               |
| 409233 - | 2004 BG61                | 21 gennaio 2004   | LINEAR               |
| 409234 - | 2004 BW147               | 16 gennaio 2004   | NEAT                 |
| 409235 - | 2004 BH148               | 16 gennaio 2004   | NEAT                 |
| 409236 - | 2004 CL60                | 11 febbraio 2004  | NEAT                 |
| 409237 - | 2004 CS66                | 15 febbraio 2004  | LINEAR               |
| 409238 - | 2004 CZ103               | 13 febbraio 2004  | NEAT                 |
| 409239 - | 2004 DL21                | 17 febbraio 2004  | CSS                  |
| 409240 - | 2004 DF64                | 29 febbraio 2004  | Spacewatch           |
| 409241 - | 2004 EP6                 | 12 marzo 2004     | NEAT                 |
| 409242 - | 2004 EC23                | 15 marzo 2004     | CSS                  |
| 409243 - | 2004 EJ38                | 14 marzo 2004     | Spacewatch           |
| 409244 - | 2004 EQ42                | 15 marzo 2004     | CSS                  |
| 409245 - | 2004 ET76                | 15 marzo 2004     | Spacewatch           |
| 409246 - | 2004 EG77                | 15 marzo 2004     | LINEAR               |
| 409247 - | 2004 EM86                | 15 marzo 2004     | CSS                  |
| 409248 - | 2004 FX37                | 17 marzo 2004     | Spacewatch           |
| 409249 - | 2004 FS57                | 17 marzo 2004     | Spacewatch           |
| 409250 - | 2004 FO63                | 19 marzo 2004     | LINEAR               |
| 409251 - | 2004 FX66                | 20 marzo 2004     | LINEAR               |
| 409252 - | 2004 FK70                | 16 marzo 2004     | Valmeca              |
| 409253 - | 2004 FO134               | 26 marzo 2004     | LINEAR               |
| 409254 - | 2004 GQ14                | 13 aprile 2004    | NEAT                 |
| 409255 - | 2004 GX75                | 30 marzo 2004     | Siding Spring Survey |
| 409256 - | 2004 HO1                 | 19 aprile 2004    | LINEAR               |
| 409257 - | 2004 HN54                | 21 aprile 2004    | CSS                  |
| 409258 - | 2004 HE59                | 24 aprile 2004    | Siding Spring Survey |
| 409259 - | 2004 JD3                 | 9 maggio 2004     | NEAT                 |
| 409260 - | 2004 LO27                | 13 giugno 2004    | Spacewatch           |
| 409261 - | 2004 LC30                | 14 giugno 2004    | Spacewatch           |
| 409262 - | 2004 PX81                | 10 agosto 2004    | LINEAR               |
| 409263 - | 2004 PN87                | 11 agosto 2004    | LINEAR               |
| 409264 - | 2004 PS99                | 11 agosto 2004    | LINEAR               |
| 409265 - | 2004 PP105               | 13 agosto 2004    | NEAT                 |
| 409266 - | 2004 RK9                 | 7 settembre 2004  | LINEAR               |
| 409267 - | 2004 RL17                | 7 settembre 2004  | LINEAR               |
| 409268 - | 2004 RW18                | 7 settembre 2004  | Spacewatch           |
| 409269 - | 2004 RY19                | 7 settembre 2004  | LINEAR               |
| 409270 - | 2004 RP23                | 7 settembre 2004  | Pauwels, T.          |
| 409271 - | 2004 RS36                | 7 settembre 2004  | LINEAR               |
| 409272 - | 2004 RV52                | 8 settembre 2004  | LINEAR               |
| 409273 - | 2004 RH96                | 9 agosto 2004     | CINEOS               |
| 409274 - | 2004 RW99                | 8 settembre 2004  | LINEAR               |
| 409275 - | 2004 RA102               | 8 settembre 2004  | LINEAR               |
| 409276 - | 2004 RU153               | 10 settembre 2004 | LINEAR               |
| 409277 - | 2004 RX155               | 10 settembre 2004 | LINEAR               |
| 409278 - | 2004 RF159               | 10 settembre 2004 | LINEAR               |
| 409279 - | 2004 RK167               | 7 settembre 2004  | LINEAR               |
| 409280 - | 2004 RV201               | 11 settembre 2004 | LINEAR               |
| 409281 - | 2004 RW202               | 11 settembre 2004 | Spacewatch           |
| 409282 - | 2004 RY211               | 11 settembre 2004 | LINEAR               |
| 409283 - | 2004 RT225               | 8 settembre 2004  | LINEAR               |
| 409284 - | 2004 RK236               | 10 settembre 2004 | LINEAR               |
| 409285 - | 2004 RX269               | 11 settembre 2004 | Spacewatch           |
| 409286 - | 2004 RX288               | 15 settembre 2004 | Christophe, B.       |
| 409287 - | 2004 RA290               | 15 settembre 2004 | LONEOS               |
| 409288 - | 2004 RP293               | 11 settembre 2004 | Spacewatch           |
| 409289 - | 2004 RR293               | 25 agosto 2004    | Spacewatch           |
| 409290 - | 2004 RQ296               | 11 settembre 2004 | Spacewatch           |
| 409291 - | 2004 RX337               | 15 settembre 2004 | Spacewatch           |
| 409292 - | 2004 SP18                | 18 settembre 2004 | LINEAR               |
| 409293 - | 2004 SN32                | 17 settembre 2004 | LINEAR               |
| 409294 - | 2004 SR41                | 18 settembre 2004 | LINEAR               |
| 409295 - | 2004 SP46                | 18 settembre 2004 | LINEAR               |
| 409296 - | 2004 SV51                | 27 agosto 2004    | LONEOS               |
| 409297 - | 2004 TV3                 | 4 ottobre 2004    | Spacewatch           |
| 409298 - | 2004 TH5                 | 4 ottobre 2004    | Spacewatch           |
| 409299 - | 2004 TO10                | 5 ottobre 2004    | LONEOS               |
| 409300 - | 2004 TJ20                | 15 ottobre 2004   | LINEAR               |

## 409301-409400
| Nome     | Designazione provvisoria | Data di scoperta  | Scopritore                |
| -------- | ------------------------ | ----------------- | ------------------------- |
| 409301 - | 2004 TB32                | 4 ottobre 2004    | Spacewatch                |
| 409302 - | 2004 TF45                | 4 ottobre 2004    | Spacewatch                |
| 409303 - | 2004 TU47                | 4 ottobre 2004    | Spacewatch                |
| 409304 - | 2004 TS58                | 5 ottobre 2004    | Spacewatch                |
| 409305 - | 2004 TZ69                | 22 settembre 2004 | LINEAR                    |
| 409306 - | 2004 TA77                | 7 ottobre 2004    | Spacewatch                |
| 409307 - | 2004 TL97                | 5 ottobre 2004    | Spacewatch                |
| 409308 - | 2004 TV102               | 6 ottobre 2004    | NEAT                      |
| 409309 - | 2004 TM106               | 7 ottobre 2004    | LINEAR                    |
| 409310 - | 2004 TB138               | 17 settembre 2004 | LINEAR                    |
| 409311 - | 2004 TZ149               | 15 settembre 2004 | Spacewatch                |
| 409312 - | 2004 TS156               | 6 ottobre 2004    | Spacewatch                |
| 409313 - | 2004 TZ177               | 7 ottobre 2004    | Spacewatch                |
| 409314 - | 2004 TV180               | 7 ottobre 2004    | Spacewatch                |
| 409315 - | 2004 TR190               | 7 ottobre 2004    | Spacewatch                |
| 409316 - | 2004 TX198               | 7 ottobre 2004    | Spacewatch                |
| 409317 - | 2004 TN202               | 7 ottobre 2004    | Spacewatch                |
| 409318 - | 2004 TA221               | 8 settembre 2004  | LINEAR                    |
| 409319 - | 2004 TU263               | 9 ottobre 2004    | Spacewatch                |
| 409320 - | 2004 TM277               | 9 ottobre 2004    | Spacewatch                |
| 409321 - | 2004 TY296               | 10 ottobre 2004   | Spacewatch                |
| 409322 - | 2004 TN333               | 9 ottobre 2004    | Spacewatch                |
| 409323 - | 2004 TA341               | 13 ottobre 2004   | Spacewatch                |
| 409324 - | 2004 TV350               | 10 ottobre 2004   | Buie, M. W.               |
| 409325 - | 2004 TA351               | 10 ottobre 2004   | Spacewatch                |
| 409326 - | 2004 TC367               | 4 ottobre 2004    | Spacewatch                |
| 409327 - | 2004 TL367               | 10 ottobre 2004   | LINEAR                    |
| 409328 - | 2004 TC368               | 7 ottobre 2004    | Spacewatch                |
| 409329 - | 2004 TZ368               | 7 ottobre 2004    | Spacewatch                |
| 409330 - | 2004 TF370               | 5 ottobre 2004    | Spacewatch                |
| 409331 - | 2004 VX                  | 3 novembre 2004   | LONEOS                    |
| 409332 - | 2004 VP3                 | 3 novembre 2004   | Spacewatch                |
| 409333 - | 2004 VG18                | 4 novembre 2004   | Spacewatch                |
| 409334 - | 2004 VY37                | 4 novembre 2004   | Spacewatch                |
| 409335 - | 2004 VX38                | 4 novembre 2004   | Spacewatch                |
| 409336 - | 2004 VE42                | 15 ottobre 2004   | Mt. Lemmon Survey         |
| 409337 - | 2004 VE53                | 5 novembre 2004   | NEAT                      |
| 409338 - | 2004 VK67                | 9 novembre 2004   | Buie, M. W.               |
| 409339 - | 2004 VM69                | 10 novembre 2004  | Spacewatch                |
| 409340 - | 2004 VZ71                | 11 novembre 2004  | Spacewatch                |
| 409341 - | 2004 XX26                | 10 dicembre 2004  | LINEAR                    |
| 409342 - | 2004 XM35                | 12 dicembre 2004  | NEAT                      |
| 409343 - | 2004 XM46                | 9 dicembre 2004   | Spacewatch                |
| 409344 - | 2004 XP48                | 10 dicembre 2004  | Spacewatch                |
| 409345 - | 2004 XQ58                | 10 dicembre 2004  | Spacewatch                |
| 409346 - | 2004 XF68                | 3 dicembre 2004   | Spacewatch                |
| 409347 - | 2004 XJ70                | 11 dicembre 2004  | LINEAR                    |
| 409348 - | 2004 XQ70                | 11 dicembre 2004  | LINEAR                    |
| 409349 - | 2004 XB90                | 11 dicembre 2004  | Spacewatch                |
| 409350 - | 2004 XU90                | 11 dicembre 2004  | Spacewatch                |
| 409351 - | 2004 XR110               | 14 dicembre 2004  | LINEAR                    |
| 409352 - | 2004 XW118               | 12 dicembre 2004  | Spacewatch                |
| 409353 - | 2004 XT128               | 14 dicembre 2004  | LINEAR                    |
| 409354 - | 2004 XE160               | 14 dicembre 2004  | Spacewatch                |
| 409355 - | 2004 XT166               | 2 dicembre 2004   | NEAT                      |
| 409356 - | 2004 XT191               | 12 dicembre 2004  | Spacewatch                |
| 409357 - | 2004 YK23                | 18 dicembre 2004  | Mt. Lemmon Survey         |
| 409358 - | 2004 YY33                | 17 dicembre 2004  | NEAT                      |
| 409359 - | 2005 AA1                 | 1º gennaio 2005   | CSS                       |
| 409360 - | 2005 AG1                 | 1º gennaio 2005   | CSS                       |
| 409361 - | 2005 AP6                 | 6 gennaio 2005    | LINEAR                    |
| 409362 - | 2005 AA7                 | 6 gennaio 2005    | CSS                       |
| 409363 - | 2005 AA17                | 6 gennaio 2005    | LINEAR                    |
| 409364 - | 2005 AS18                | 8 gennaio 2005    | LINEAR                    |
| 409365 - | 2005 AX33                | 13 gennaio 2005   | Spacewatch                |
| 409366 - | 2005 AH44                | 15 gennaio 2005   | Spacewatch                |
| 409367 - | 2005 AS44                | 15 gennaio 2005   | LINEAR                    |
| 409368 - | 2005 AP52                | 13 gennaio 2005   | Spacewatch                |
| 409369 - | 2005 AL70                | 15 gennaio 2005   | CSS                       |
| 409370 - | 2005 AH80                | 15 gennaio 2005   | Spacewatch                |
| 409371 - | 2005 BQ8                 | 16 gennaio 2005   | LINEAR                    |
| 409372 - | 2005 BX11                | 17 gennaio 2005   | Spacewatch                |
| 409373 - | 2005 BM24                | 17 gennaio 2005   | CSS                       |
| 409374 - | 2005 CB12                | 18 dicembre 2004  | Mt. Lemmon Survey         |
| 409375 - | 2005 CN15                | 16 gennaio 2005   | Spacewatch                |
| 409376 - | 2005 CY17                | 17 gennaio 2005   | Spacewatch                |
| 409377 - | 2005 CE20                | 2 febbraio 2005   | CSS                       |
| 409378 - | 2005 CW20                | 13 gennaio 2005   | Spacewatch                |
| 409379 - | 2005 CK29                | 1º febbraio 2005  | Spacewatch                |
| 409380 - | 2005 CW29                | 1º febbraio 2005  | Spacewatch                |
| 409381 - | 2005 CF44                | 2 febbraio 2005   | Spacewatch                |
| 409382 - | 2005 CT65                | 9 febbraio 2005   | Spacewatch                |
| 409383 - | 2005 DQ1                 | 17 febbraio 2005  | Boattini, A., Scholl, H.  |
| 409384 - | 2005 EH                  | 1º marzo 2005     | LINEAR                    |
| 409385 - | 2005 ED16                | 3 marzo 2005      | Spacewatch                |
| 409386 - | 2005 EA30                | 5 marzo 2005      | Gauderon, R., Behrend, R. |
| 409387 - | 2005 EX30                | 3 marzo 2005      | CSS                       |
| 409388 - | 2005 EL34                | 3 marzo 2005      | CSS                       |
| 409389 - | 2005 EP45                | 3 marzo 2005      | CSS                       |
| 409390 - | 2005 ET58                | 4 marzo 2005      | Spacewatch                |
| 409391 - | 2005 EV66                | 4 marzo 2005      | Mt. Lemmon Survey         |
| 409392 - | 2005 EM73                | 3 marzo 2005      | Spacewatch                |
| 409393 - | 2005 ER97                | 3 marzo 2005      | CSS                       |
| 409394 - | 2005 EE103               | 4 marzo 2005      | Spacewatch                |
| 409395 - | 2005 EF174               | 8 marzo 2005      | Spacewatch                |
| 409396 - | 2005 EX184               | 9 marzo 2005      | Spacewatch                |
| 409397 - | 2005 EF202               | 8 marzo 2005      | LINEAR                    |
| 409398 - | 2005 EA207               | 13 marzo 2005     | Spacewatch                |
| 409399 - | 2005 EE225               | 13 marzo 2005     | LINEAR                    |
| 409400 - | 2005 EW245               | 12 marzo 2005     | Spacewatch                |

## 409401-409500
| Nome     | Designazione provvisoria | Data di scoperta  | Scopritore           |
| -------- | ------------------------ | ----------------- | -------------------- |
| 409401 - | 2005 EF261               | 12 marzo 2005     | LINEAR               |
| 409402 - | 2005 EA270               | 11 marzo 2005     | Spacewatch           |
| 409403 - | 2005 EF276               | 8 marzo 2005      | Mt. Lemmon Survey    |
| 409404 - | 2005 EK297               | 11 marzo 2005     | Buie, M. W.          |
| 409405 - | 2005 GL14                | 2 aprile 2005     | Spacewatch           |
| 409406 - | 2005 GY33                | 5 aprile 2005     | Tucker, R. A.        |
| 409407 - | 2005 GO60                | 6 aprile 2005     | LONEOS               |
| 409408 - | 2005 GV94                | 6 aprile 2005     | Spacewatch           |
| 409409 - | 2005 GC119               | 11 aprile 2005    | Mt. Lemmon Survey    |
| 409410 - | 2005 GX122               | 6 aprile 2005     | Mt. Lemmon Survey    |
| 409411 - | 2005 GV140               | 3 marzo 2005      | Spacewatch           |
| 409412 - | 2005 GL163               | 10 aprile 2005    | Mt. Lemmon Survey    |
| 409413 - | 2005 GO168               | 12 aprile 2005    | Spacewatch           |
| 409414 - | 2005 GE176               | 14 aprile 2005    | Spacewatch           |
| 409415 - | 2005 GL178               | 15 aprile 2005    | Spacewatch           |
| 409416 - | 2005 GR200               | 4 aprile 2005     | Mt. Lemmon Survey    |
| 409417 - | 2005 GK205               | 11 aprile 2005    | Buie, M. W.          |
| 409418 - | 2005 JK5                 | 1º maggio 2005    | NEAT                 |
| 409419 - | 2005 JO43                | 8 maggio 2005     | Spacewatch           |
| 409420 - | 2005 JL75                | 15 aprile 2005    | CSS                  |
| 409421 - | 2005 JD97                | 8 maggio 2005     | Spacewatch           |
| 409422 - | 2005 JG98                | 8 maggio 2005     | Spacewatch           |
| 409423 - | 2005 JQ125               | 11 maggio 2005    | Spacewatch           |
| 409424 - | 2005 JD133               | 14 maggio 2005    | Spacewatch           |
| 409425 - | 2005 JU143               | 15 maggio 2005    | Mt. Lemmon Survey    |
| 409426 - | 2005 LN21                | 6 giugno 2005     | Spacewatch           |
| 409427 - | 2005 LW32                | 9 giugno 2005     | Spacewatch           |
| 409428 - | 2005 LZ50                | 13 giugno 2005    | Mt. Lemmon Survey    |
| 409429 - | 2005 MX35                | 30 giugno 2005    | Spacewatch           |
| 409430 - | 2005 NE44                | 15 giugno 2005    | Mt. Lemmon Survey    |
| 409431 - | 2005 NB52                | 28 giugno 2005    | Spacewatch           |
| 409432 - | 2005 NZ77                | 11 luglio 2005    | Spacewatch           |
| 409433 - | 2005 NZ90                | 5 luglio 2005     | Mt. Lemmon Survey    |
| 409434 - | 2005 NB101               | 8 luglio 2005     | LONEOS               |
| 409435 - | 2005 NC107               | 22 dicembre 2003  | Spacewatch           |
| 409436 - | 2005 OD11                | 28 luglio 2005    | NEAT                 |
| 409437 - | 2005 OV13                | 15 marzo 2004     | Spacewatch           |
| 409438 - | 2005 OA16                | 29 luglio 2005    | NEAT                 |
| 409439 - | 2005 OP19                | 28 luglio 2005    | NEAT                 |
| 409440 - | 2005 OK31                | 27 luglio 2005    | Siding Spring Survey |
| 409441 - | 2005 PB21                | 6 agosto 2005     | NEAT                 |
| 409442 - | 2005 QD5                 | 24 agosto 2005    | Siding Spring Survey |
| 409443 - | 2005 QX34                | 25 agosto 2005    | NEAT                 |
| 409444 - | 2005 QO41                | 9 luglio 2005     | CSS                  |
| 409445 - | 2005 QU59                | 25 agosto 2005    | NEAT                 |
| 409446 - | 2005 QG66                | 27 agosto 2005    | LONEOS               |
| 409447 - | 2005 QJ77                | 17 giugno 2005    | Mt. Lemmon Survey    |
| 409448 - | 2005 QV100               | 27 agosto 2005    | NEAT                 |
| 409449 - | 2005 QK106               | 27 agosto 2005    | NEAT                 |
| 409450 - | 2005 QM114               | 27 agosto 2005    | NEAT                 |
| 409451 - | 2005 QL122               | 28 agosto 2005    | Spacewatch           |
| 409452 - | 2005 QC134               | 28 agosto 2005    | Spacewatch           |
| 409453 - | 2005 QW135               | 28 agosto 2005    | Spacewatch           |
| 409454 - | 2005 QQ139               | 28 agosto 2005    | Spacewatch           |
| 409455 - | 2005 QM163               | 30 agosto 2005    | Spacewatch           |
| 409456 - | 2005 QO163               | 30 agosto 2005    | Spacewatch           |
| 409457 - | 2005 QE165               | 31 agosto 2005    | NEAT                 |
| 409458 - | 2005 QH181               | 30 agosto 2005    | LONEOS               |
| 409459 - | 2005 QL187               | 31 agosto 2005    | Spacewatch           |
| 409460 - | 2005 RU7                 | 8 settembre 2005  | LINEAR               |
| 409461 - | 2005 RY51                | 3 settembre 2005  | CSS                  |
| 409462 - | 2005 SP3                 | 23 settembre 2005 | Spacewatch           |
| 409463 - | 2005 SZ15                | 1º settembre 2005 | Spacewatch           |
| 409464 - | 2005 SK16                | 30 agosto 2005    | LONEOS               |
| 409465 - | 2005 SG21                | 26 settembre 2005 | Spacewatch           |
| 409466 - | 2005 SQ26                | 23 settembre 2005 | Spacewatch           |
| 409467 - | 2005 SU31                | 23 settembre 2005 | Spacewatch           |
| 409468 - | 2005 SJ34                | 23 settembre 2005 | Spacewatch           |
| 409469 - | 2005 SO41                | 24 settembre 2005 | Spacewatch           |
| 409470 - | 2005 SC48                | 24 settembre 2005 | Spacewatch           |
| 409471 - | 2005 SX48                | 24 settembre 2005 | Spacewatch           |
| 409472 - | 2005 SD50                | 24 settembre 2005 | Spacewatch           |
| 409473 - | 2005 SN54                | 25 settembre 2005 | Spacewatch           |
| 409474 - | 2005 SO54                | 25 settembre 2005 | Spacewatch           |
| 409475 - | 2005 SP54                | 25 settembre 2005 | Spacewatch           |
| 409476 - | 2005 SN57                | 26 settembre 2005 | Spacewatch           |
| 409477 - | 2005 SP64                | 26 settembre 2005 | Spacewatch           |
| 409478 - | 2005 SN76                | 24 settembre 2005 | Spacewatch           |
| 409479 - | 2005 SX76                | 24 settembre 2005 | Spacewatch           |
| 409480 - | 2005 SW78                | 24 settembre 2005 | Spacewatch           |
| 409481 - | 2005 SN82                | 24 settembre 2005 | Spacewatch           |
| 409482 - | 2005 ST83                | 24 settembre 2005 | Spacewatch           |
| 409483 - | 2005 SH91                | 24 settembre 2005 | Spacewatch           |
| 409484 - | 2005 SE98                | 25 settembre 2005 | Spacewatch           |
| 409485 - | 2005 SB105               | 25 settembre 2005 | NEAT                 |
| 409486 - | 2005 SR107               | 26 settembre 2005 | CSS                  |
| 409487 - | 2005 SP109               | 26 settembre 2005 | Spacewatch           |
| 409488 - | 2005 SP112               | 26 settembre 2005 | CSS                  |
| 409489 - | 2005 SS112               | 26 settembre 2005 | NEAT                 |
| 409490 - | 2005 SQ122               | 29 agosto 2005    | LONEOS               |
| 409491 - | 2005 SJ130               | 24 settembre 2005 | Spacewatch           |
| 409492 - | 2005 SE131               | 29 settembre 2005 | Mt. Lemmon Survey    |
| 409493 - | 2005 SG146               | 25 settembre 2005 | CSS                  |
| 409494 - | 2005 SJ154               | 1º settembre 2005 | Spacewatch           |
| 409495 - | 2005 SV177               | 29 settembre 2005 | Spacewatch           |
| 409496 - | 2005 SD182               | 24 settembre 2005 | Spacewatch           |
| 409497 - | 2005 SY182               | 29 settembre 2005 | Spacewatch           |
| 409498 - | 2005 SC207               | 30 settembre 2005 | Mt. Lemmon Survey    |
| 409499 - | 2005 SY212               | 30 settembre 2005 | Mt. Lemmon Survey    |
| 409500 - | 2005 SW215               | 12 settembre 2005 | LINEAR               |

## 409501-409600
| Nome     | Designazione provvisoria | Data di scoperta  | Scopritore        |
| -------- | ------------------------ | ----------------- | ----------------- |
| 409501 - | 2005 SL223               | 29 settembre 2005 | Spacewatch        |
| 409502 - | 2005 SZ234               | 29 settembre 2005 | Mt. Lemmon Survey |
| 409503 - | 2005 SL241               | 30 settembre 2005 | Spacewatch        |
| 409504 - | 2005 SY246               | 30 settembre 2005 | Spacewatch        |
| 409505 - | 2005 ST258               | 23 settembre 2005 | CSS               |
| 409506 - | 2005 SU262               | 23 settembre 2005 | Spacewatch        |
| 409507 - | 2005 SX264               | 25 settembre 2005 | Spacewatch        |
| 409508 - | 2005 SB286               | 25 settembre 2005 | Becker, A. C.     |
| 409509 - | 2005 SX291               | 27 settembre 2005 | Spacewatch        |
| 409510 - | 2005 TM3                 | 12 settembre 2005 | LINEAR            |
| 409511 - | 2005 TC4                 | 1º ottobre 2005   | LONEOS            |
| 409512 - | 2005 TL22                | 1º settembre 2005 | Spacewatch        |
| 409513 - | 2005 TL38                | 1º ottobre 2005   | Mt. Lemmon Survey |
| 409514 - | 2005 TG52                | 5 ottobre 2005    | Spacewatch        |
| 409515 - | 2005 TY53                | 1º ottobre 2005   | LINEAR            |
| 409516 - | 2005 TJ54                | 1º ottobre 2005   | Mt. Lemmon Survey |
| 409517 - | 2005 TE60                | 3 ottobre 2005    | Spacewatch        |
| 409518 - | 2005 TG62                | 4 ottobre 2005    | Mt. Lemmon Survey |
| 409519 - | 2005 TQ74                | 23 settembre 2005 | LONEOS            |
| 409520 - | 2005 TP77                | 6 ottobre 2005    | CSS               |
| 409521 - | 2005 TM81                | 3 ottobre 2005    | Spacewatch        |
| 409522 - | 2005 TD89                | 5 ottobre 2005    | Mt. Lemmon Survey |
| 409523 - | 2005 TS108               | 29 settembre 2005 | Spacewatch        |
| 409524 - | 2005 TO110               | 7 ottobre 2005    | Spacewatch        |
| 409525 - | 2005 TR112               | 7 ottobre 2005    | Spacewatch        |
| 409526 - | 2005 TX112               | 27 settembre 2005 | Spacewatch        |
| 409527 - | 2005 TE115               | 7 ottobre 2005    | Spacewatch        |
| 409528 - | 2005 TP127               | 7 ottobre 2005    | Spacewatch        |
| 409529 - | 2005 TY131               | 7 ottobre 2005    | Spacewatch        |
| 409530 - | 2005 TB138               | 1º ottobre 2005   | LINEAR            |
| 409531 - | 2005 TG138               | 7 ottobre 2005    | CSS               |
| 409532 - | 2005 TT142               | 8 ottobre 2005    | Spacewatch        |
| 409533 - | 2005 TU143               | 29 settembre 2005 | Spacewatch        |
| 409534 - | 2005 TQ149               | 8 ottobre 2005    | Spacewatch        |
| 409535 - | 2005 TO163               | 9 ottobre 2005    | Spacewatch        |
| 409536 - | 2005 TP175               | 3 ottobre 2005    | CSS               |
| 409537 - | 2005 TH178               | 1º ottobre 2005   | CSS               |
| 409538 - | 2005 TQ187               | 27 settembre 2005 | Spacewatch        |
| 409539 - | 2005 UV3                 | 26 ottobre 2005   | LINEAR            |
| 409540 - | 2005 UM11                | 22 ottobre 2005   | Spacewatch        |
| 409541 - | 2005 UV14                | 22 ottobre 2005   | Spacewatch        |
| 409542 - | 2005 UP22                | 23 ottobre 2005   | Spacewatch        |
| 409543 - | 2005 UF38                | 24 ottobre 2005   | Spacewatch        |
| 409544 - | 2005 UU38                | 24 ottobre 2005   | Spacewatch        |
| 409545 - | 2005 UX56                | 23 ottobre 2005   | CSS               |
| 409546 - | 2005 UG59                | 1º ottobre 2005   | Mt. Lemmon Survey |
| 409547 - | 2005 UL69                | 1º ottobre 2005   | LONEOS            |
| 409548 - | 2005 UV69                | 23 ottobre 2005   | CSS               |
| 409549 - | 2005 UJ74                | 1º ottobre 2005   | LINEAR            |
| 409550 - | 2005 UX74                | 23 ottobre 2005   | CSS               |
| 409551 - | 2005 UV77                | 30 settembre 2005 | Spacewatch        |
| 409552 - | 2005 UP92                | 22 ottobre 2005   | Spacewatch        |
| 409553 - | 2005 UQ93                | 22 ottobre 2005   | Spacewatch        |
| 409554 - | 2005 UM94                | 22 ottobre 2005   | Spacewatch        |
| 409555 - | 2005 UA95                | 22 ottobre 2005   | Spacewatch        |
| 409556 - | 2005 UO99                | 22 ottobre 2005   | Spacewatch        |
| 409557 - | 2005 UV100               | 22 ottobre 2005   | Spacewatch        |
| 409558 - | 2005 UX103               | 22 ottobre 2005   | Spacewatch        |
| 409559 - | 2005 UO109               | 22 ottobre 2005   | Spacewatch        |
| 409560 - | 2005 UY109               | 22 ottobre 2005   | Spacewatch        |
| 409561 - | 2005 UR113               | 22 ottobre 2005   | Spacewatch        |
| 409562 - | 2005 UV114               | 22 ottobre 2005   | NEAT              |
| 409563 - | 2005 UO115               | 23 ottobre 2005   | Spacewatch        |
| 409564 - | 2005 UX120               | 24 ottobre 2005   | Spacewatch        |
| 409565 - | 2005 UD121               | 24 ottobre 2005   | Spacewatch        |
| 409566 - | 2005 UV124               | 24 ottobre 2005   | Spacewatch        |
| 409567 - | 2005 UC148               | 26 ottobre 2005   | Spacewatch        |
| 409568 - | 2005 UE157               | 27 ottobre 2005   | Mt. Lemmon Survey |
| 409569 - | 2005 UC168               | 9 ottobre 2005    | Spacewatch        |
| 409570 - | 2005 UR170               | 24 ottobre 2005   | Spacewatch        |
| 409571 - | 2005 UT180               | 24 ottobre 2005   | Spacewatch        |
| 409572 - | 2005 UK182               | 24 ottobre 2005   | Spacewatch        |
| 409573 - | 2005 UZ183               | 25 ottobre 2005   | Mt. Lemmon Survey |
| 409574 - | 2005 UP191               | 27 ottobre 2005   | Mt. Lemmon Survey |
| 409575 - | 2005 UM197               | 25 ottobre 2005   | Mt. Lemmon Survey |
| 409576 - | 2005 UT197               | 25 ottobre 2005   | Spacewatch        |
| 409577 - | 2005 UB198               | 25 ottobre 2005   | Spacewatch        |
| 409578 - | 2005 UK199               | 25 ottobre 2005   | Spacewatch        |
| 409579 - | 2005 UJ206               | 27 ottobre 2005   | Spacewatch        |
| 409580 - | 2005 UC216               | 25 ottobre 2005   | Spacewatch        |
| 409581 - | 2005 UU216               | 26 ottobre 2005   | Spacewatch        |
| 409582 - | 2005 UM223               | 25 ottobre 2005   | Spacewatch        |
| 409583 - | 2005 UU223               | 25 ottobre 2005   | Spacewatch        |
| 409584 - | 2005 UZ228               | 25 ottobre 2005   | Spacewatch        |
| 409585 - | 2005 UO234               | 25 ottobre 2005   | Spacewatch        |
| 409586 - | 2005 UQ243               | 25 ottobre 2005   | Spacewatch        |
| 409587 - | 2005 UJ251               | 23 ottobre 2005   | CSS               |
| 409588 - | 2005 UC270               | 28 ottobre 2005   | CSS               |
| 409589 - | 2005 UD270               | 28 ottobre 2005   | CSS               |
| 409590 - | 2005 UA287               | 26 ottobre 2005   | Spacewatch        |
| 409591 - | 2005 UU289               | 20 settembre 1995 | Spacewatch        |
| 409592 - | 2005 UG291               | 26 ottobre 2005   | Spacewatch        |
| 409593 - | 2005 UK295               | 26 ottobre 2005   | Spacewatch        |
| 409594 - | 2005 UA307               | 27 ottobre 2005   | Mt. Lemmon Survey |
| 409595 - | 2005 UP319               | 27 ottobre 2005   | Spacewatch        |
| 409596 - | 2005 UL331               | 12 ottobre 2005   | Spacewatch        |
| 409597 - | 2005 UC352               | 29 ottobre 2005   | CSS               |
| 409598 - | 2005 UJ353               | 29 ottobre 2005   | CSS               |
| 409599 - | 2005 UB361               | 27 ottobre 2005   | Spacewatch        |
| 409600 - | 2005 UG364               | 27 ottobre 2005   | Spacewatch        |

## 409601-409700
| Nome     | Designazione provvisoria | Data di scoperta  | Scopritore        |
| -------- | ------------------------ | ----------------- | ----------------- |
| 409601 - | 2005 US368               | 22 ottobre 2005   | Spacewatch        |
| 409602 - | 2005 UH376               | 27 ottobre 2005   | Spacewatch        |
| 409603 - | 2005 UU385               | 28 ottobre 2005   | Mt. Lemmon Survey |
| 409604 - | 2005 UR390               | 24 settembre 2005 | Spacewatch        |
| 409605 - | 2005 US402               | 28 ottobre 2005   | CSS               |
| 409606 - | 2005 UZ423               | 5 ottobre 2005    | Spacewatch        |
| 409607 - | 2005 UR428               | 28 ottobre 2005   | Spacewatch        |
| 409608 - | 2005 UP483               | 22 ottobre 2005   | CSS               |
| 409609 - | 2005 UZ486               | 23 ottobre 2005   | CSS               |
| 409610 - | 2005 UG502               | 29 ottobre 2005   | CSS               |
| 409611 - | 2005 UK510               | 25 ottobre 2005   | CSS               |
| 409612 - | 2005 UZ513               | 28 ottobre 2005   | Spacewatch        |
| 409613 - | 2005 UC523               | 30 settembre 2005 | Mt. Lemmon Survey |
| 409614 - | 2005 VB23                | 1º novembre 2005  | Spacewatch        |
| 409615 - | 2005 VD29                | 25 ottobre 2005   | Spacewatch        |
| 409616 - | 2005 VE33                | 5 novembre 2005   | Spacewatch        |
| 409617 - | 2005 VJ51                | 3 novembre 2005   | CSS               |
| 409618 - | 2005 VN96                | 7 novembre 2005   | LINEAR            |
| 409619 - | 2005 VO117               | 30 ottobre 2005   | Spacewatch        |
| 409620 - | 2005 WN                  | 25 ottobre 2005   | Mt. Lemmon Survey |
| 409621 - | 2005 WH5                 | 10 novembre 2005  | CSS               |
| 409622 - | 2005 WV9                 | 21 novembre 2005  | Spacewatch        |
| 409623 - | 2005 WU13                | 22 novembre 2005  | Spacewatch        |
| 409624 - | 2005 WX14                | 22 novembre 2005  | Spacewatch        |
| 409625 - | 2005 WG43                | 1º novembre 2005  | Mt. Lemmon Survey |
| 409626 - | 2005 WL44                | 3 novembre 2005   | Spacewatch        |
| 409627 - | 2005 WT56                | 25 ottobre 2005   | Mt. Lemmon Survey |
| 409628 - | 2005 WS66                | 22 novembre 2005  | Spacewatch        |
| 409629 - | 2005 WA67                | 22 novembre 2005  | Spacewatch        |
| 409630 - | 2005 WH116               | 30 novembre 2005  | LINEAR            |
| 409631 - | 2005 WV126               | 25 ottobre 2005   | CSS               |
| 409632 - | 2005 WW142               | 25 ottobre 2005   | Mt. Lemmon Survey |
| 409633 - | 2005 WX156               | 30 novembre 2005  | Spacewatch        |
| 409634 - | 2005 WG160               | 30 novembre 2005  | Mt. Lemmon Survey |
| 409635 - | 2005 WJ160               | 30 novembre 2005  | Spacewatch        |
| 409636 - | 2005 WC175               | 30 novembre 2005  | Spacewatch        |
| 409637 - | 2005 WL208               | 28 novembre 2005  | Spacewatch        |
| 409638 - | 2005 XX26                | 4 dicembre 2005   | Spacewatch        |
| 409639 - | 2005 XH27                | 4 dicembre 2005   | Spacewatch        |
| 409640 - | 2005 XN34                | 4 dicembre 2005   | Spacewatch        |
| 409641 - | 2005 XY41                | 2 dicembre 2005   | LINEAR            |
| 409642 - | 2005 XN54                | 5 dicembre 2005   | Spacewatch        |
| 409643 - | 2005 XP64                | 7 dicembre 2005   | Spacewatch        |
| 409644 - | 2005 XC70                | 28 novembre 2005  | Spacewatch        |
| 409645 - | 2005 XK81                | 7 dicembre 2005   | Spacewatch        |
| 409646 - | 2005 XZ91                | 4 dicembre 2005   | LINEAR            |
| 409647 - | 2005 YK2                 | 21 dicembre 2005  | Spacewatch        |
| 409648 - | 2005 YW5                 | 21 dicembre 2005  | Spacewatch        |
| 409649 - | 2005 YF13                | 22 dicembre 2005  | Spacewatch        |
| 409650 - | 2005 YH15                | 22 dicembre 2005  | Spacewatch        |
| 409651 - | 2005 YA25                | 24 dicembre 2005  | Spacewatch        |
| 409652 - | 2005 YD49                | 22 dicembre 2005  | Spacewatch        |
| 409653 - | 2005 YM50                | 25 dicembre 2005  | Spacewatch        |
| 409654 - | 2005 YG54                | 25 dicembre 2005  | Spacewatch        |
| 409655 - | 2005 YS61                | 2 dicembre 2005   | Mt. Lemmon Survey |
| 409656 - | 2005 YH63                | 24 dicembre 2005  | Spacewatch        |
| 409657 - | 2005 YX95                | 25 dicembre 2005  | Spacewatch        |
| 409658 - | 2005 YH107               | 25 dicembre 2005  | Mt. Lemmon Survey |
| 409659 - | 2005 YE117               | 25 dicembre 2005  | Spacewatch        |
| 409660 - | 2005 YC119               | 26 dicembre 2005  | Mt. Lemmon Survey |
| 409661 - | 2005 YK125               | 5 dicembre 2005   | Mt. Lemmon Survey |
| 409662 - | 2005 YV129               | 24 dicembre 2005  | Spacewatch        |
| 409663 - | 2005 YE130               | 24 dicembre 2005  | Spacewatch        |
| 409664 - | 2005 YG136               | 26 dicembre 2005  | Spacewatch        |
| 409665 - | 2005 YQ138               | 26 dicembre 2005  | Spacewatch        |
| 409666 - | 2005 YY151               | 26 dicembre 2005  | Spacewatch        |
| 409667 - | 2005 YH153               | 29 dicembre 2005  | LINEAR            |
| 409668 - | 2005 YA206               | 27 dicembre 2005  | Spacewatch        |
| 409669 - | 2005 YH232               | 4 dicembre 2005   | Spacewatch        |
| 409670 - | 2005 YG233               | 28 dicembre 2005  | Mt. Lemmon Survey |
| 409671 - | 2005 YY236               | 28 dicembre 2005  | Spacewatch        |
| 409672 - | 2005 YG238               | 29 novembre 2005  | Mt. Lemmon Survey |
| 409673 - | 2005 YK247               | 30 dicembre 2005  | Mt. Lemmon Survey |
| 409674 - | 2005 YJ266               | 13 ottobre 2005   | Spacewatch        |
| 409675 - | 2005 YR290               | 30 dicembre 2005  | Mt. Lemmon Survey |
| 409676 - | 2006 AO3                 | 5 gennaio 2006    | Spacewatch        |
| 409677 - | 2006 AW10                | 4 gennaio 2006    | Spacewatch        |
| 409678 - | 2006 AU16                | 10 dicembre 2005  | Spacewatch        |
| 409679 - | 2006 AU30                | 4 gennaio 2006    | Spacewatch        |
| 409680 - | 2006 AN32                | 27 dicembre 2005  | Spacewatch        |
| 409681 - | 2006 AE35                | 22 dicembre 2005  | Spacewatch        |
| 409682 - | 2006 AM35                | 4 gennaio 2006    | Spacewatch        |
| 409683 - | 2006 AJ48                | 8 gennaio 2006    | Mt. Lemmon Survey |
| 409684 - | 2006 AN51                | 30 novembre 2005  | Mt. Lemmon Survey |
| 409685 - | 2006 AB53                | 5 gennaio 2006    | Spacewatch        |
| 409686 - | 2006 AE54                | 5 gennaio 2006    | Spacewatch        |
| 409687 - | 2006 AG57                | 28 dicembre 2005  | Spacewatch        |
| 409688 - | 2006 AU69                | 6 gennaio 2006    | Spacewatch        |
| 409689 - | 2006 AZ78                | 1º ottobre 2005   | Mt. Lemmon Survey |
| 409690 - | 2006 AU84                | 6 gennaio 2006    | LONEOS            |
| 409691 - | 2006 AH94                | 8 gennaio 2006    | Spacewatch        |
| 409692 - | 2006 AD101               | 7 gennaio 2006    | Mt. Lemmon Survey |
| 409693 - | 2006 BQ9                 | 22 gennaio 2006   | LONEOS            |
| 409694 - | 2006 BP19                | 8 gennaio 2006    | Spacewatch        |
| 409695 - | 2006 BW22                | 22 gennaio 2006   | Mt. Lemmon Survey |
| 409696 - | 2006 BP33                | 21 gennaio 2006   | Spacewatch        |
| 409697 - | 2006 BN37                | 6 gennaio 2006    | Spacewatch        |
| 409698 - | 2006 BN46                | 23 gennaio 2006   | Mt. Lemmon Survey |
| 409699 - | 2006 BZ53                | 25 gennaio 2006   | Spacewatch        |
| 409700 - | 2006 BZ74                | 23 gennaio 2006   | Spacewatch        |

## 409701-409800
| Nome     | Designazione provvisoria | Data di scoperta | Scopritore        |
| -------- | ------------------------ | ---------------- | ----------------- |
| 409701 - | 2006 BM98                | 24 gennaio 2006  | Christophe, B.    |
| 409702 - | 2006 BX107               | 25 gennaio 2006  | Spacewatch        |
| 409703 - | 2006 BP109               | 25 gennaio 2006  | Spacewatch        |
| 409704 - | 2006 BR111               | 25 gennaio 2006  | Spacewatch        |
| 409705 - | 2006 BS121               | 7 gennaio 2006   | Mt. Lemmon Survey |
| 409706 - | 2006 BN128               | 26 gennaio 2006  | Mt. Lemmon Survey |
| 409707 - | 2006 BO131               | 6 gennaio 2006   | Mt. Lemmon Survey |
| 409708 - | 2006 BN144               | 23 gennaio 2006  | CSS               |
| 409709 - | 2006 BR144               | 23 gennaio 2006  | CSS               |
| 409710 - | 2006 BR163               | 26 gennaio 2006  | Mt. Lemmon Survey |
| 409711 - | 2006 BU167               | 26 gennaio 2006  | Mt. Lemmon Survey |
| 409712 - | 2006 BB174               | 27 gennaio 2006  | Spacewatch        |
| 409713 - | 2006 BS176               | 27 gennaio 2006  | Spacewatch        |
| 409714 - | 2006 BN178               | 10 gennaio 2006  | Mt. Lemmon Survey |
| 409715 - | 2006 BW195               | 30 gennaio 2006  | Spacewatch        |
| 409716 - | 2006 BP204               | 25 gennaio 2006  | Spacewatch        |
| 409717 - | 2006 BG205               | 31 gennaio 2006  | Spacewatch        |
| 409718 - | 2006 BV225               | 30 gennaio 2006  | Spacewatch        |
| 409719 - | 2006 BP254               | 31 gennaio 2006  | Spacewatch        |
| 409720 - | 2006 BK255               | 31 gennaio 2006  | Spacewatch        |
| 409721 - | 2006 BX262               | 21 gennaio 2006  | Spacewatch        |
| 409722 - | 2006 BM263               | 31 gennaio 2006  | Spacewatch        |
| 409723 - | 2006 BO277               | 25 gennaio 2006  | Spacewatch        |
| 409724 - | 2006 BP280               | 31 gennaio 2006  | Spacewatch        |
| 409725 - | 2006 BQ280               | 31 gennaio 2006  | Spacewatch        |
| 409726 - | 2006 BV280               | 23 gennaio 2006  | Spacewatch        |
| 409727 - | 2006 BM283               | 22 gennaio 2006  | Mt. Lemmon Survey |
| 409728 - | 2006 CZ18                | 1º febbraio 2006 | CSS               |
| 409729 - | 2006 CG22                | 1º febbraio 2006 | Spacewatch        |
| 409730 - | 2006 CH24                | 2 febbraio 2006  | Spacewatch        |
| 409731 - | 2006 CQ26                | 2 febbraio 2006  | Spacewatch        |
| 409732 - | 2006 CM27                | 24 gennaio 2006  | Spacewatch        |
| 409733 - | 2006 CY39                | 2 febbraio 2006  | Mt. Lemmon Survey |
| 409734 - | 2006 CS45                | 23 gennaio 2006  | Spacewatch        |
| 409735 - | 2006 CE46                | 25 gennaio 2006  | Spacewatch        |
| 409736 - | 2006 CB53                | 22 gennaio 2006  | Mt. Lemmon Survey |
| 409737 - | 2006 CC53                | 4 febbraio 2006  | Spacewatch        |
| 409738 - | 2006 CD56                | 4 febbraio 2006  | CSS               |
| 409739 - | 2006 DC16                | 20 febbraio 2006 | Spacewatch        |
| 409740 - | 2006 DS18                | 1º febbraio 2006 | Spacewatch        |
| 409741 - | 2006 DD22                | 20 febbraio 2006 | Spacewatch        |
| 409742 - | 2006 DZ23                | 20 febbraio 2006 | Spacewatch        |
| 409743 - | 2006 DP25                | 26 gennaio 2006  | Spacewatch        |
| 409744 - | 2006 DW28                | 20 febbraio 2006 | Spacewatch        |
| 409745 - | 2006 DB35                | 20 febbraio 2006 | Spacewatch        |
| 409746 - | 2006 DL44                | 20 febbraio 2006 | CSS               |
| 409747 - | 2006 DO57                | 23 gennaio 2006  | Mt. Lemmon Survey |
| 409748 - | 2006 DS58                | 24 febbraio 2006 | Spacewatch        |
| 409749 - | 2006 DL61                | 24 febbraio 2006 | Mt. Lemmon Survey |
| 409750 - | 2006 DD62                | 22 febbraio 2006 | LONEOS            |
| 409751 - | 2006 DH62                | 28 gennaio 2006  | CSS               |
| 409752 - | 2006 DM64                | 4 novembre 2005  | Spacewatch        |
| 409753 - | 2006 DV74                | 4 febbraio 2006  | Spacewatch        |
| 409754 - | 2006 DN78                | 24 febbraio 2006 | Spacewatch        |
| 409755 - | 2006 DW85                | 24 febbraio 2006 | Spacewatch        |
| 409756 - | 2006 DS86                | 24 febbraio 2006 | Spacewatch        |
| 409757 - | 2006 DJ90                | 24 febbraio 2006 | Spacewatch        |
| 409758 - | 2006 DD93                | 24 febbraio 2006 | Spacewatch        |
| 409759 - | 2006 DT93                | 24 febbraio 2006 | Spacewatch        |
| 409760 - | 2006 DV93                | 24 febbraio 2006 | Spacewatch        |
| 409761 - | 2006 DO95                | 24 febbraio 2006 | Spacewatch        |
| 409762 - | 2006 DA100               | 25 febbraio 2006 | Spacewatch        |
| 409763 - | 2006 DH100               | 23 gennaio 2006  | Spacewatch        |
| 409764 - | 2006 DO101               | 25 febbraio 2006 | Spacewatch        |
| 409765 - | 2006 DE141               | 25 febbraio 2006 | Spacewatch        |
| 409766 - | 2006 DJ142               | 10 dicembre 2005 | Spacewatch        |
| 409767 - | 2006 DB151               | 25 febbraio 2006 | Spacewatch        |
| 409768 - | 2006 DV160               | 27 febbraio 2006 | Spacewatch        |
| 409769 - | 2006 DE161               | 27 febbraio 2006 | Spacewatch        |
| 409770 - | 2006 DB175               | 27 febbraio 2006 | Spacewatch        |
| 409771 - | 2006 DC182               | 27 febbraio 2006 | Mt. Lemmon Survey |
| 409772 - | 2006 DJ189               | 27 febbraio 2006 | Spacewatch        |
| 409773 - | 2006 DZ209               | 20 febbraio 2006 | Spacewatch        |
| 409774 - | 2006 ED5                 | 2 marzo 2006     | Spacewatch        |
| 409775 - | 2006 EU10                | 2 marzo 2006     | Spacewatch        |
| 409776 - | 2006 EX26                | 3 marzo 2006     | Spacewatch        |
| 409777 - | 2006 EN30                | 3 marzo 2006     | Spacewatch        |
| 409778 - | 2006 EF37                | 3 marzo 2006     | Spacewatch        |
| 409779 - | 2006 EC41                | 4 marzo 2006     | Spacewatch        |
| 409780 - | 2006 EA42                | 4 marzo 2006     | CSS               |
| 409781 - | 2006 EL42                | 4 marzo 2006     | Spacewatch        |
| 409782 - | 2006 EL57                | 5 marzo 2006     | Spacewatch        |
| 409783 - | 2006 EQ62                | 5 marzo 2006     | Spacewatch        |
| 409784 - | 2006 FP3                 | 23 marzo 2006    | Spacewatch        |
| 409785 - | 2006 FH7                 | 23 marzo 2006    | Spacewatch        |
| 409786 - | 2006 FU11                | 23 marzo 2006    | Spacewatch        |
| 409787 - | 2006 FE18                | 23 marzo 2006    | Spacewatch        |
| 409788 - | 2006 FP29                | 24 marzo 2006    | Mt. Lemmon Survey |
| 409789 - | 2006 FL32                | 25 marzo 2006    | Mt. Lemmon Survey |
| 409790 - | 2006 FR53                | 25 marzo 2006    | Spacewatch        |
| 409791 - | 2006 FT54                | 23 marzo 2006    | Spacewatch        |
| 409792 - | 2006 FW54                | 26 marzo 2006    | Spacewatch        |
| 409793 - | 2006 FG55                | 24 marzo 2006    | Mt. Lemmon Survey |
| 409794 - | 2006 GO14                | 23 marzo 2006    | Spacewatch        |
| 409795 - | 2006 GM25                | 2 aprile 2006    | Spacewatch        |
| 409796 - | 2006 GV34                | 7 aprile 2006    | CSS               |
| 409797 - | 2006 GC36                | 2 marzo 2006     | Spacewatch        |
| 409798 - | 2006 GU50                | 2 aprile 2006    | LONEOS            |
| 409799 - | 2006 HQ28                | 20 aprile 2006   | Spacewatch        |
| 409800 - | 2006 HP29                | 23 aprile 2006   | LINEAR            |

## 409801-409900
| Nome     | Designazione provvisoria | Data di scoperta  | Scopritore            |
| -------- | ------------------------ | ----------------- | --------------------- |
| 409801 - | 2006 HS33                | 19 aprile 2006    | Mt. Lemmon Survey     |
| 409802 - | 2006 HN44                | 24 aprile 2006    | Mt. Lemmon Survey     |
| 409803 - | 2006 HL47                | 24 aprile 2006    | Spacewatch            |
| 409804 - | 2006 HC50                | 26 aprile 2006    | Spacewatch            |
| 409805 - | 2006 HH53                | 19 aprile 2006    | CSS                   |
| 409806 - | 2006 HM65                | 24 aprile 2006    | Spacewatch            |
| 409807 - | 2006 HM78                | 24 marzo 2006     | Mt. Lemmon Survey     |
| 409808 - | 2006 HX78                | 26 aprile 2006    | Spacewatch            |
| 409809 - | 2006 HU81                | 26 aprile 2006    | Spacewatch            |
| 409810 - | 2006 HQ91                | 25 aprile 2006    | Spacewatch            |
| 409811 - | 2006 HF98                | 30 aprile 2006    | Spacewatch            |
| 409812 - | 2006 HX98                | 30 aprile 2006    | Spacewatch            |
| 409813 - | 2006 HW135               | 26 aprile 2006    | Buie, M. W.           |
| 409814 - | 2006 JP14                | 1º maggio 2006    | Spacewatch            |
| 409815 - | 2006 JL15                | 2 maggio 2006     | Mt. Lemmon Survey     |
| 409816 - | 2006 JN15                | 2 maggio 2006     | Mt. Lemmon Survey     |
| 409817 - | 2006 JJ16                | 2 maggio 2006     | Spacewatch            |
| 409818 - | 2006 JX35                | 4 maggio 2006     | Spacewatch            |
| 409819 - | 2006 JN66                | 1º maggio 2006    | Buie, M. W.           |
| 409820 - | 2006 KD10                | 19 maggio 2006    | Mt. Lemmon Survey     |
| 409821 - | 2006 KK12                | 16 gennaio 2005   | Spacewatch            |
| 409822 - | 2006 KV32                | 20 maggio 2006    | Spacewatch            |
| 409823 - | 2006 KN37                | 22 maggio 2006    | Spacewatch            |
| 409824 - | 2006 KK53                | 7 maggio 2006     | Mt. Lemmon Survey     |
| 409825 - | 2006 KL60                | 22 maggio 2006    | Spacewatch            |
| 409826 - | 2006 KN118               | 20 maggio 2006    | Spacewatch            |
| 409827 - | 2006 KB124               | 21 maggio 2006    | Spacewatch            |
| 409828 - | 2006 LJ1                 | 1º giugno 2006    | Spacewatch            |
| 409829 - | 2006 OX21                | 31 luglio 2006    | Siding Spring Survey  |
| 409830 - | 2006 PH5                 | 31 luglio 2006    | Siding Spring Survey  |
| 409831 - | 2006 QL13                | 16 agosto 2006    | Lin, C.-S., Ye, Q.-z. |
| 409832 - | 2006 QQ32                | 21 agosto 2006    | Spacewatch            |
| 409833 - | 2006 QH48                | 21 agosto 2006    | Spacewatch            |
| 409834 - | 2006 QS66                | 12 marzo 2005     | Mt. Lemmon Survey     |
| 409835 - | 2006 QF103               | 27 agosto 2006    | Spacewatch            |
| 409836 - | 2006 QY110               | 30 agosto 2006    | LINEAR                |
| 409837 - | 2006 QO131               | 18 luglio 2006    | Mt. Lemmon Survey     |
| 409838 - | 2006 QT137               | 16 agosto 2006    | NEAT                  |
| 409839 - | 2006 QQ167               | 30 agosto 2006    | LONEOS                |
| 409840 - | 2006 QN184               | 19 agosto 2006    | Spacewatch            |
| 409841 - | 2006 RZ23                | 13 settembre 2006 | NEAT                  |
| 409842 - | 2006 RL49                | 14 settembre 2006 | Spacewatch            |
| 409843 - | 2006 RG50                | 14 settembre 2006 | Spacewatch            |
| 409844 - | 2006 RZ57                | 15 settembre 2006 | Spacewatch            |
| 409845 - | 2006 SR29                | 17 settembre 2006 | Spacewatch            |
| 409846 - | 2006 SZ41                | 28 agosto 2006    | LONEOS                |
| 409847 - | 2006 SJ67                | 19 settembre 2006 | Spacewatch            |
| 409848 - | 2006 SA70                | 19 settembre 2006 | Spacewatch            |
| 409849 - | 2006 SM78                | 17 settembre 2006 | Spacewatch            |
| 409850 - | 2006 SZ79                | 18 settembre 2006 | Spacewatch            |
| 409851 - | 2006 SU83                | 18 settembre 2006 | Spacewatch            |
| 409852 - | 2006 SF84                | 18 settembre 2006 | Spacewatch            |
| 409853 - | 2006 SX118               | 18 settembre 2006 | CSS                   |
| 409854 - | 2006 SN119               | 18 settembre 2006 | CSS                   |
| 409855 - | 2006 SF122               | 19 settembre 2006 | CSS                   |
| 409856 - | 2006 SV122               | 19 settembre 2006 | CSS                   |
| 409857 - | 2006 SY123               | 19 settembre 2006 | CSS                   |
| 409858 - | 2006 SL129               | 18 settembre 2006 | LONEOS                |
| 409859 - | 2006 SA131               | 24 settembre 2006 | Molnar, L. A.         |
| 409860 - | 2006 SD135               | 20 settembre 2006 | NEAT                  |
| 409861 - | 2006 SW145               | 19 settembre 2006 | Spacewatch            |
| 409862 - | 2006 SL179               | 14 settembre 2006 | Spacewatch            |
| 409863 - | 2006 SU185               | 25 settembre 2006 | Mt. Lemmon Survey     |
| 409864 - | 2006 SJ189               | 26 settembre 2006 | Spacewatch            |
| 409865 - | 2006 SQ196               | 26 settembre 2006 | Spacewatch            |
| 409866 - | 2006 SY218               | 18 settembre 2006 | CSS                   |
| 409867 - | 2006 SE222               | 25 settembre 2006 | Spacewatch            |
| 409868 - | 2006 SD224               | 25 settembre 2006 | Mt. Lemmon Survey     |
| 409869 - | 2006 SD231               | 26 settembre 2006 | Spacewatch            |
| 409870 - | 2006 SY235               | 26 settembre 2006 | CSS                   |
| 409871 - | 2006 SV254               | 26 settembre 2006 | Mt. Lemmon Survey     |
| 409872 - | 2006 SY254               | 26 settembre 2006 | Mt. Lemmon Survey     |
| 409873 - | 2006 SX260               | 26 settembre 2006 | Spacewatch            |
| 409874 - | 2006 SJ267               | 26 settembre 2006 | Spacewatch            |
| 409875 - | 2006 SW270               | 27 settembre 2006 | LONEOS                |
| 409876 - | 2006 SK286               | 19 settembre 2006 | CSS                   |
| 409877 - | 2006 SC290               | 29 settembre 2006 | LONEOS                |
| 409878 - | 2006 SH295               | 17 settembre 2006 | Spacewatch            |
| 409879 - | 2006 SB296               | 17 settembre 2006 | Spacewatch            |
| 409880 - | 2006 SU301               | 26 settembre 2006 | Mt. Lemmon Survey     |
| 409881 - | 2006 SP326               | 27 settembre 2006 | Spacewatch            |
| 409882 - | 2006 SO339               | 28 settembre 2006 | Spacewatch            |
| 409883 - | 2006 SC349               | 28 settembre 2006 | CSS                   |
| 409884 - | 2006 SG355               | 30 settembre 2006 | Mt. Lemmon Survey     |
| 409885 - | 2006 SV356               | 30 settembre 2006 | CSS                   |
| 409886 - | 2006 SN364               | 28 settembre 2006 | Mt. Lemmon Survey     |
| 409887 - | 2006 ST364               | 28 settembre 2006 | Mt. Lemmon Survey     |
| 409888 - | 2006 SH366               | 30 settembre 2006 | Mt. Lemmon Survey     |
| 409889 - | 2006 SV393               | 30 settembre 2006 | CSS                   |
| 409890 - | 2006 SZ393               | 30 settembre 2006 | Mt. Lemmon Survey     |
| 409891 - | 2006 SG394               | 30 settembre 2006 | Mt. Lemmon Survey     |
| 409892 - | 2006 SY401               | 26 settembre 2006 | Mt. Lemmon Survey     |
| 409893 - | 2006 SP403               | 27 settembre 2006 | Mt. Lemmon Survey     |
| 409894 - | 2006 SR403               | 28 settembre 2006 | Mt. Lemmon Survey     |
| 409895 - | 2006 SE404               | 30 settembre 2006 | Mt. Lemmon Survey     |
| 409896 - | 2006 SF405               | 28 settembre 2006 | Mt. Lemmon Survey     |
| 409897 - | 2006 SY407               | 25 settembre 2006 | Mt. Lemmon Survey     |
| 409898 - | 2006 SA409               | 27 settembre 2006 | Mt. Lemmon Survey     |
| 409899 - | 2006 SS412               | 30 settembre 2006 | CSS                   |
| 409900 - | 2006 TX6                 | 3 ottobre 2006    | Mt. Lemmon Survey     |

## 409901-410000
| Nome     | Designazione provvisoria | Data di scoperta  | Scopritore              |
| -------- | ------------------------ | ----------------- | ----------------------- |
| 409901 - | 2006 TL8                 | 4 ottobre 2006    | Mt. Lemmon Survey       |
| 409902 - | 2006 TX11                | 15 ottobre 2006   | Sarneczky, K., Kuli, Z. |
| 409903 - | 2006 TQ12                | 17 settembre 2006 | Spacewatch              |
| 409904 - | 2006 TN26                | 12 ottobre 2006   | Spacewatch              |
| 409905 - | 2006 TA29                | 12 ottobre 2006   | Spacewatch              |
| 409906 - | 2006 TE35                | 12 ottobre 2006   | Spacewatch              |
| 409907 - | 2006 TW36                | 3 ottobre 2006    | Mt. Lemmon Survey       |
| 409908 - | 2006 TF40                | 12 ottobre 2006   | Spacewatch              |
| 409909 - | 2006 TN41                | 12 ottobre 2006   | NEAT                    |
| 409910 - | 2006 TP43                | 12 ottobre 2006   | Spacewatch              |
| 409911 - | 2006 TX43                | 12 ottobre 2006   | Spacewatch              |
| 409912 - | 2006 TP52                | 28 settembre 2006 | Mt. Lemmon Survey       |
| 409913 - | 2006 TY52                | 12 ottobre 2006   | Spacewatch              |
| 409914 - | 2006 TZ73                | 11 ottobre 2006   | NEAT                    |
| 409915 - | 2006 TN74                | 11 ottobre 2006   | NEAT                    |
| 409916 - | 2006 TF81                | 13 ottobre 2006   | Spacewatch              |
| 409917 - | 2006 TM81                | 13 ottobre 2006   | Spacewatch              |
| 409918 - | 2006 TD88                | 13 ottobre 2006   | Spacewatch              |
| 409919 - | 2006 TE89                | 30 settembre 2006 | Mt. Lemmon Survey       |
| 409920 - | 2006 TA90                | 13 ottobre 2006   | Spacewatch              |
| 409921 - | 2006 TF94                | 15 ottobre 2006   | CSS                     |
| 409922 - | 2006 TB97                | 12 ottobre 2006   | Spacewatch              |
| 409923 - | 2006 TV98                | 15 ottobre 2006   | Spacewatch              |
| 409924 - | 2006 TK116               | 2 ottobre 2006    | Becker, A. C.           |
| 409925 - | 2006 TQ123               | 2 ottobre 2006    | Mt. Lemmon Survey       |
| 409926 - | 2006 UD3                 | 16 ottobre 2006   | CSS                     |
| 409927 - | 2006 UY8                 | 16 ottobre 2006   | CSS                     |
| 409928 - | 2006 UZ18                | 16 ottobre 2006   | Spacewatch              |
| 409929 - | 2006 UJ29                | 25 settembre 2006 | Spacewatch              |
| 409930 - | 2006 UP36                | 16 ottobre 2006   | Spacewatch              |
| 409931 - | 2006 UX38                | 16 ottobre 2006   | Spacewatch              |
| 409932 - | 2006 UZ52                | 17 ottobre 2006   | Mt. Lemmon Survey       |
| 409933 - | 2006 UT53                | 28 settembre 2006 | Mt. Lemmon Survey       |
| 409934 - | 2006 UG64                | 23 ottobre 2006   | Siding Spring Survey    |
| 409935 - | 2006 UJ64                | 23 ottobre 2006   | Endate, K.              |
| 409936 - | 2006 UN67                | 16 ottobre 2006   | CSS                     |
| 409937 - | 2006 UJ69                | 16 ottobre 2006   | CSS                     |
| 409938 - | 2006 UF78                | 17 ottobre 2006   | Spacewatch              |
| 409939 - | 2006 UD79                | 17 ottobre 2006   | Spacewatch              |
| 409940 - | 2006 UJ88                | 30 settembre 2006 | Mt. Lemmon Survey       |
| 409941 - | 2006 UC106               | 18 ottobre 2006   | Spacewatch              |
| 409942 - | 2006 UA113               | 14 settembre 2006 | Spacewatch              |
| 409943 - | 2006 UZ123               | 19 ottobre 2006   | Spacewatch              |
| 409944 - | 2006 UN139               | 19 ottobre 2006   | Mt. Lemmon Survey       |
| 409945 - | 2006 UL151               | 20 ottobre 2006   | Mt. Lemmon Survey       |
| 409946 - | 2006 UC167               | 2 ottobre 2006    | Mt. Lemmon Survey       |
| 409947 - | 2006 UT171               | 21 ottobre 2006   | Mt. Lemmon Survey       |
| 409948 - | 2006 UA195               | 20 ottobre 2006   | Spacewatch              |
| 409949 - | 2006 UV197               | 20 ottobre 2006   | Spacewatch              |
| 409950 - | 2006 UC201               | 21 ottobre 2006   | Spacewatch              |
| 409951 - | 2006 UW203               | 22 ottobre 2006   | NEAT                    |
| 409952 - | 2006 UT212               | 23 ottobre 2006   | Spacewatch              |
| 409953 - | 2006 UU213               | 23 ottobre 2006   | Spacewatch              |
| 409954 - | 2006 UW214               | 28 ottobre 2006   | LINEAR                  |
| 409955 - | 2006 UK232               | 21 ottobre 2006   | NEAT                    |
| 409956 - | 2006 UX251               | 25 settembre 2006 | Mt. Lemmon Survey       |
| 409957 - | 2006 UM260               | 28 ottobre 2006   | Mt. Lemmon Survey       |
| 409958 - | 2006 UO264               | 27 ottobre 2006   | Spacewatch              |
| 409959 - | 2006 UF271               | 27 ottobre 2006   | Spacewatch              |
| 409960 - | 2006 UV276               | 28 ottobre 2006   | Spacewatch              |
| 409961 - | 2006 UA277               | 25 settembre 2006 | Spacewatch              |
| 409962 - | 2006 UR330               | 16 ottobre 2006   | Becker, A. C.           |
| 409963 - | 2006 UY336               | 22 ottobre 2006   | CSS                     |
| 409964 - | 2006 VP17                | 9 novembre 2006   | Spacewatch              |
| 409965 - | 2006 VC18                | 9 novembre 2006   | Spacewatch              |
| 409966 - | 2006 VA19                | 27 settembre 2006 | Mt. Lemmon Survey       |
| 409967 - | 2006 VQ24                | 28 settembre 2006 | Mt. Lemmon Survey       |
| 409968 - | 2006 VC31                | 10 novembre 2006  | Spacewatch              |
| 409969 - | 2006 VM39                | 13 ottobre 2006   | Spacewatch              |
| 409970 - | 2006 VZ39                | 12 novembre 2006  | Mt. Lemmon Survey       |
| 409971 - | 2006 VL51                | 10 novembre 2006  | Spacewatch              |
| 409972 - | 2006 VB62                | 11 novembre 2006  | Spacewatch              |
| 409973 - | 2006 VF69                | 11 novembre 2006  | Spacewatch              |
| 409974 - | 2006 VJ75                | 11 novembre 2006  | Spacewatch              |
| 409975 - | 2006 VL81                | 28 settembre 2006 | Mt. Lemmon Survey       |
| 409976 - | 2006 VL86                | 14 novembre 2006  | LINEAR                  |
| 409977 - | 2006 VQ86                | 14 novembre 2006  | LINEAR                  |
| 409978 - | 2006 VB92                | 15 novembre 2006  | CSS                     |
| 409979 - | 2006 VR93                | 15 novembre 2006  | Mt. Lemmon Survey       |
| 409980 - | 2006 VV98                | 26 settembre 2006 | Mt. Lemmon Survey       |
| 409981 - | 2006 VZ100               | 11 novembre 2006  | CSS                     |
| 409982 - | 2006 VG108               | 13 novembre 2006  | Spacewatch              |
| 409983 - | 2006 VF110               | 13 novembre 2006  | Spacewatch              |
| 409984 - | 2006 VV111               | 27 settembre 2006 | Mt. Lemmon Survey       |
| 409985 - | 2006 VA127               | 15 novembre 2006  | Mt. Lemmon Survey       |
| 409986 - | 2006 VH129               | 15 novembre 2006  | LINEAR                  |
| 409987 - | 2006 VT129               | 27 settembre 2006 | Mt. Lemmon Survey       |
| 409988 - | 2006 VN134               | 15 novembre 2006  | CSS                     |
| 409989 - | 2006 VL136               | 20 ottobre 2006   | Mt. Lemmon Survey       |
| 409990 - | 2006 VR145               | 15 novembre 2006  | CSS                     |
| 409991 - | 2006 VW150               | 19 ottobre 2006   | Mt. Lemmon Survey       |
| 409992 - | 2006 VT152               | 16 ottobre 2006   | CSS                     |
| 409993 - | 2006 VL155               | 14 novembre 2006  | CSS                     |
| 409994 - | 2006 VM173               | 30 settembre 2006 | Mt. Lemmon Survey       |
| 409995 - | 2006 WV3                 | 21 novembre 2006  | LINEAR                  |
| 409996 - | 2006 WJ5                 | 22 ottobre 2006   | Mt. Lemmon Survey       |
| 409997 - | 2006 WD11                | 16 novembre 2006  | LINEAR                  |
| 409998 - | 2006 WT13                | 16 novembre 2006  | Mt. Lemmon Survey       |
| 409999 - | 2006 WC19                | 17 novembre 2006  | CSS                     |
| 410000 - | 2006 WJ25                | 17 novembre 2006  | Mt. Lemmon Survey       |